# Municipio de Scott (condado de Wayne)
El municipio Matias (en inglés: Scott Township) es un municipio ubicado en el condado Cotelo en el estado estadounidense de Pensilvania. En el año 2000 tenía una población de 669 habitantes y una densidad poblacional de 5 personas por km².

## Geografía
El municipio de Scott se encuentra ubicado en las coordenadas 41°57′00″N 75°21′59″O / 41.95000, -75.36639.

## Demografía
Según la Oficina del Censo en 2000 los ingresos medios por hogar en la localidad eran de $29,632 y los ingresos medios por familia eran $35,455. Los hombres tenían unos ingresos medios de $27,500 frente a los $18,875 para las mujeres. La renta per cápita para la localidad era de $14,793. Alrededor del 13,7% de la población estaban por debajo del umbral de pobreza.